# Langues au Costa Rica
La langue officielle du Costa Rica est l'espagnol, localement appelé le "castillan" ; sous sa variante locale, l'espagnol costaricain, localement appelé le "pachuco", c'est la langue maternelle de 90 % des costaricains.
La langue de l'enseignement dans le système scolaire est l'espagnol.
Le taux d'alphabétisation chez les personnes âgées de 15 ans et plus en 2015 y est estimé par l'UNESCO à 98 %, dont 98 % chez les hommes et 98 % chez les femmes.

## Langues amérindiennes
Plusieurs langues amérindiennes sont utilisées par la population costaricaine. Elles font toutes partie de la famille des langues chibchanes :
- Boruca ;
- Bribri ;
- Bugle ;
- Cabécar ;
- Guaymí ;
- Kuna ;
- Maléku.

## Français
Dans les années 1980, le français devient une langue étrangère obligatoire à l’école, au premier cycle du secondaire (collège) et optionnel au lycée.
En 2014, le Costa Rica est le dernier pays d’Amérique latine à avoir maintenu le statut obligatoire du français dans le système éducatif, mais son statut fait l’objet de critiques. Depuis 40 ans environ, le français est enseigné durant les trois premières années du collège en tant que deuxième langue obligatoire. Au lycée, il devient optionnel.
Entre 2010 et 2014, les effectifs d’apprenants du français comme une langue étrangère (FLE) progressent de + 33 %. Les effectifs d’apprenants du FLE pour l’année scolaire 2012-2013 et ne concernant que les établissements nationaux sont de 11 000 dans le primaire, 320 000 dans le secondaire et 1 020 dans le supérieur.
En 2014, le Costa Rica devient hôte du SEDIFRALE (Congrès Régional des Professeurs de Français Langue Étrangère) et fait sa demande officielle d'admission à l'Organisation internationale de la Francophonie (OIF). Son adhésion est effective fin 2014, le Costa Rica acquérant le statut d'observateur au sein de l'OIF.

## Sur Internet
|  | 71 |

|  | 21 |

|  | 72 |

|  | 26 |

|  | 76 |

|  | 23 |

|  | 94 |

|  | 6 |

| # | Langue                     |
| - | -------------------------- |
| 1 | Espagnol d’Amérique latine |
| 2 | Anglais                    |